# Изюмский городской совет
Изю́мский городско́й сове́т входит в состав Харьковской области Украины.
Административный центр городского совета находится в городе Изюм.

## История
- 1917 год — дата создания городского совета рабочих и солдатских депутатов.

## Населённые пункты совета
- город Изю́м